# A Whole New World
A Whole New World (nella versione in italiano Il mondo è mio) è una canzone composta da Alan Menken e scritta da Tim Rice per la colonna sonora del film d'animazione Disney Aladdin del 1992. Nella versione originale è cantata da Brad Kane e Lea Salonga, mentre in quella italiana da Vincenzo Thoma e Simona Pirone.

## Riconoscimenti
La canzone ebbe un gran successo e vinse due premi: il Golden Globe e l'Oscar per la migliore canzone.

## Altre versioni
La canzone è stata pubblicata come singolo nel 1992, in una versione interpretata da Peabo Bryson e Regina Belle. La canzone, meglio conosciuta in Italia come Il mondo è mio, è stata scritta in italiano da Ernesto Brancucci.
È stata ricantata da diversi artisti, tra cui:
- Elisabetta Viviani
- Chord Overstreet e Demi Lovato
- Enzo Draghi e Cristina D'Avena
- Gigi D'Alessio e Anna Tatangelo (nei titoli di coda della prima versione in DVD del film uscita nel 2004)
- Valerio Scanu e Ivana Spagna
- Nick Lachey e Jessica Simpson
- Antonino e Emma
- Dave Koz e Donna Summer
- Zayn e Zavhia Ward
- Manuel Meli e Naomi Rivieccio (nel remake dell’omonimo film uscito nel 2019)